# Skensta och Kolsta
Skensta och Kolsta var mellan 1990 och 2020 en av SCB avgränsad och namnsatt småort i Söderhamns kommun, Gävleborgs län. Den omfattade bebyggelse i Skensta och Kolsta i Norrala socken.